# Théophile Nkounkou
Théophile Clorico Nkounkou (ur. 7 stycznia 1952)  – kongijski lekkoatleta, sprinter, trzykrotny olimpijczyk.
Zawodnik dwukrotnie zdobył złoty medal w biegu na 100 m na igrzyskach Afryki Środkowej, oraz raz złoto i raz brąz w biegu na 200 metrów. Trzykrotnie brał udział w igrzyskach olimpijskich w Monachium 1972, Moskwie 1980 i Los Angeles 1984 – bez większych sukcesów. W 1979 startował na uniwersjadzie.
Rekord życiowy w biegu na 100 metrów: 10,28 (8 września 1979, Meksyk) – rezultat ten jest rekordem Konga.

## Wyróżnienia i odznaczenia
- Order Kongijski Zasługi Sportowej (fr. Ordre du Mérite Sportif congolais)[4]